# Vukov spomenik

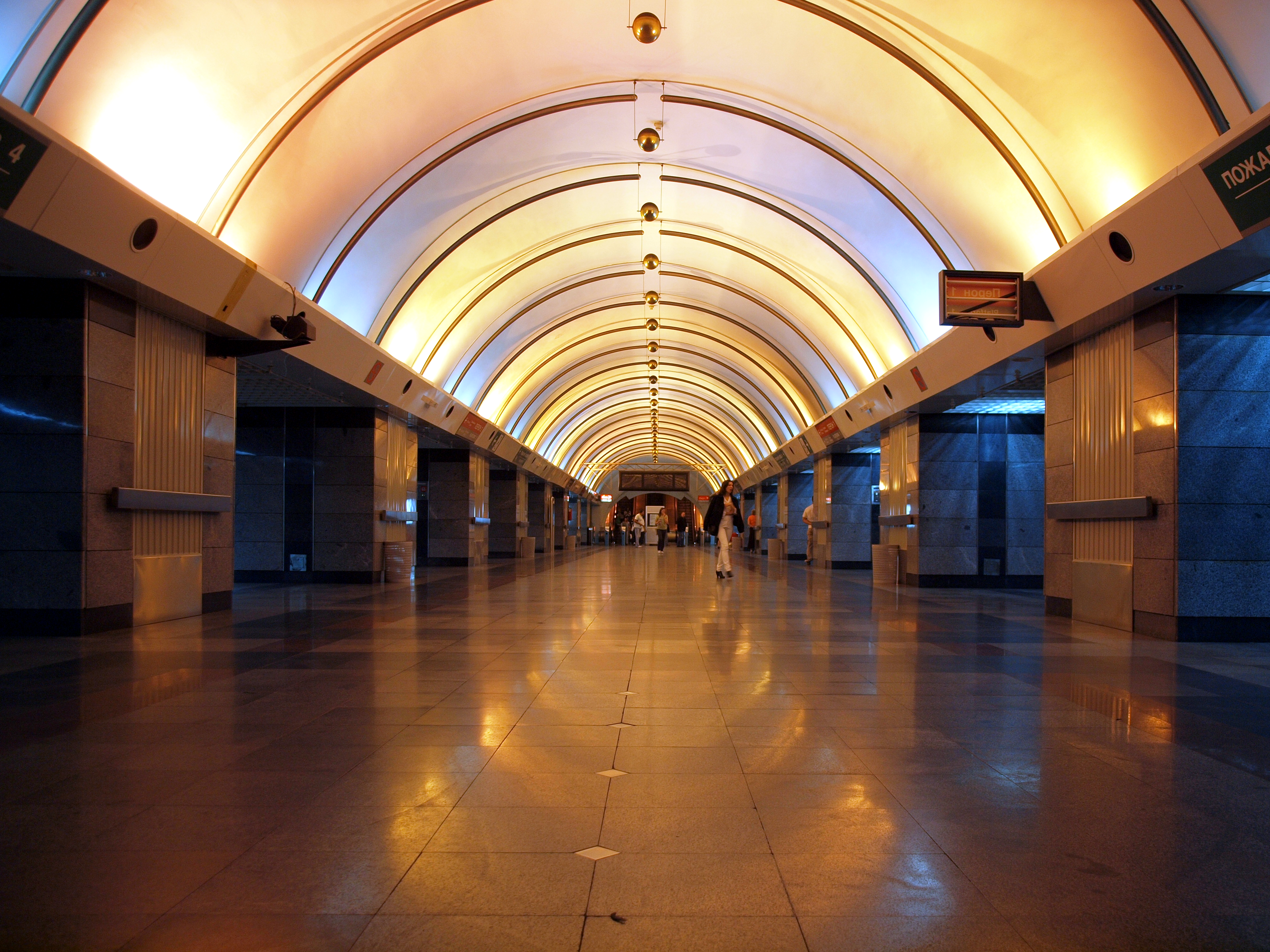
Nástupiště, střední loď

Vukov spomenik (v srbské cyrilici Вуков споменик) je podzemní železniční nádraží v srbské metropoli Bělehradu. Nachází se pod parkem Cyrila a Metoděje, na třídě Bulevar kralja Aleksandra. 
Nádraží bylo vybudováno v první polovině 90. let a pro příměstskou železniční síť Beovoz začalo sloužit v roce 1995. Stanice byla vybudována během těžkého období mezinárodních sankcí, které uvedla západní Evropa na režim Slobodana Miloševiće; a byl to právě jugoslávský prezident, který také v září 1995 nádraží otevřel.
Její výstavba začala v květnu 1989. Jeho vznik byl součástí rozsáhlé představby bělehradského železničního uzlu, který byl navržen ještě v 70. letech 20. století. Stanice byla vybudována za pomocí ruských expertů a má konstrukci velmi podobnou stanici metra; její nástupiště je založeno 40 m pod zemí. Denně jí projede 113 vlaků.